# Maigret sotto inchiesta
Maigret sotto inchiesta (titolo originale francese Maigret se défend, pubblicato in traduzione italiana anche col titolo Maigret si difende) è un romanzo di Georges Simenon con protagonista il commissario Maigret, il sessantatreesimo della serie dedicata al celebre commissario.
Il romanzo è stato scritto dal 21 al 28 luglio 1964 a Epalinges (cantone di Vaud) in Svizzera e pubblicato nel novembre dello stesso anno in Francia presso l'editore Presses de la Cité.
Il romanzo si svolge a Parigi (rue des Acacias, avenue de la Grande-Armée) nell'anno 1960 ; l’inchiesta dura due giorni e avviene nel mese di giugno.

## Trama
Una telefonata nel cuore della notte sveglia Maigret, che viene impietosito dalla storia di una giovane provinciale che, dopo varie peripezie, si trova sola e senza denaro per la prima volta a Parigi e gli chiede aiuto. Le cose però non sono affatto come sembrano e il commissario si trova in breve accusato dalla ragazza, in realtà Nicole Prieur, nipote del maître des requêtes al Consiglio di Stato, di aver tentato di sedurla. Maigret viene chiamato dal prefetto a rendere conto del suo operato e si richiedono persino le sue dimissioni. Nonostante gli venga proibito, comincia ad indagare, ma viene sorvegliato dai suoi stessi colleghi e la mattina successiva costretto a darsi malato; proseguirà il resto dell'inchiesta senza alcun aiuto. L'inchiesta personale condurrà Maigret a sospettare di François Melan, un dentista affetto da turbe psicologiche che pratica anche aborti clandestini, oltre a macchiarsi di crimini sessuali. Sentendosi erroneamente braccato da Maigret, che, a causa di un'altra indagine su un giro di banconote false, per il quale è sospettato l'ormai anziano e malato falsario Manuel Palmari, si era trovato per diversi giorni proprio di fronte all'ambulatorio del medico, Melan ha deciso di ordire la messa in scena per liberarsi del commissario servendosi di Nicole Prieur, a sua volta implicata nelle sue attività illegali. Maigret, chiarendo il mistero, riuscirà a riabilitarsi.

## Adattamenti

### Televisione
- In tre puntate nella serie RAI Le inchieste del commissario Maigret, dirette da Mario Landi, con Gino Cervi e la partecipazione di Cesco Baseggio, trasmesse il 4, 11 e 18 agosto 1968. Nella trasposizione Manuel Palmarì cambia il nome in Dedè Michaud.
- Nell'episodio dal titolo Maigret in de verdediging, trasmesso per la prima volta il 23 maggio 1967, terzo della seconda serie olandese con Jan Teulings nel ruolo del commissario Maigret.
- Nell'episodio dal titolo Maigret at Bay, facente parte della serie antologica Play of the Month, trasmesso per la prima volta sulla BBC il 9 febbraio 1969, con Rupert Davies nel ruolo del commissario Maigret. L'attore riprende per l'ultima volta il ruolo di Maigret che aveva interpretato nella serie Maigret dal 1960 al 1963.
- Nell'episodio dal titolo Maigret se défend, facente parte della serie televisiva Les enquêtes du commissaire Maigret per la regia di Georges Ferraro, trasmesso per la prima volta su Antenne 2 il 18 aprile 1984, con Jean Richard nel ruolo del commissario Maigret.
- Nell'episodio dal titolo Maigret on the Defensive, della serie televisiva britannica Maigret, trasmesso il 28 marzo 1993, per la regia di Stuart Burge e con Michael Gambon nel ruolo del commissario Maigret.
- Nell'episodio dal titolo Maigret se défend, facente parte della serie televisiva Il commissario Maigret per la regia di Andrzej Kostenko, trasmesso per la prima volta su France 2 il 7 maggio 1993, con Bruno Cremer nel ruolo del commissario Maigret. In Italia l'episodio è apparso con il titolo Maigret si difende.

## Edizioni italiane
- Maigret sotto inchiesta, traduzione di Elena Cantini, Collana Le inchieste del commissario Maigret nº 28, Milano, Mondadori, 1967.[1] - Collana Oscar n.491, Mondadori, 1973; Collana Oscar Gialli n. 300, Mondadori, 1993; Postfazione di Alberto Savinio, Mondadori, 1995.
- Maigret si difende, traduzione di Fernanda Littardi, Collana gli Adelphi. Le inchieste del commissario Maigret nº 344, Milano, Adelphi, 2009, ISBN 978-88-459-2367-8.
- in  I Maigret 13, Collana Maigret, Milano, Adelphi, 2016, ISBN 978-88-459-3098-0. - nuova ed., Adelphi, 2019, ISBN 978-88-459-3385-1.